# Steven Westley Mosher
Steven Westley Mosher (9 de maio de 1948) é um cientista social americano, ativista antiaborto, neoconservador, anticomunista e presidente do Population Research Institute (PRI), que se opõe ao controle populacional e ao aborto . No início da década de 1990, ele foi diretor do Centro de Estudos Asiáticos do Instituto Claremont, bem como membro da Comissão dos Estados Unidos sobre Radiodifusão para a China Ele é o autor de vários livros sobre a China.